# مورچه‌مرغ شکم‌سفید
مورچه‌مرغ شکم‌سفید (نام علمی: Myrmeciza longipes)، یک پرنده گنجشک‌سان است که در نواحی گرمسیری از پاناما تا شمال برزیل و در ترینیداد زادآوری می‌کند. همچنین به نام ویلیام جان سواینسون، مورچه‌گیرک سواینسون (معمولاً در منابع تاریخی) نامیده می‌شود که نخستین بار آن را به صورت علمی توصیف کرد. این سرده تک‌نماد است.